# Валбюрг
Валбюрг (нід. Valburg) — село в нідерландській провінції Гелдерланд. Входить до муніципалітету Овербетюве.
Його площа становить 9,90км², а населення станом на 2021 рік складало 1 895 осіб.
Перша згадка про населений пункт датується 792-им роком.
До 2001 року мало статус окремого муніципалітету.

## Галерея

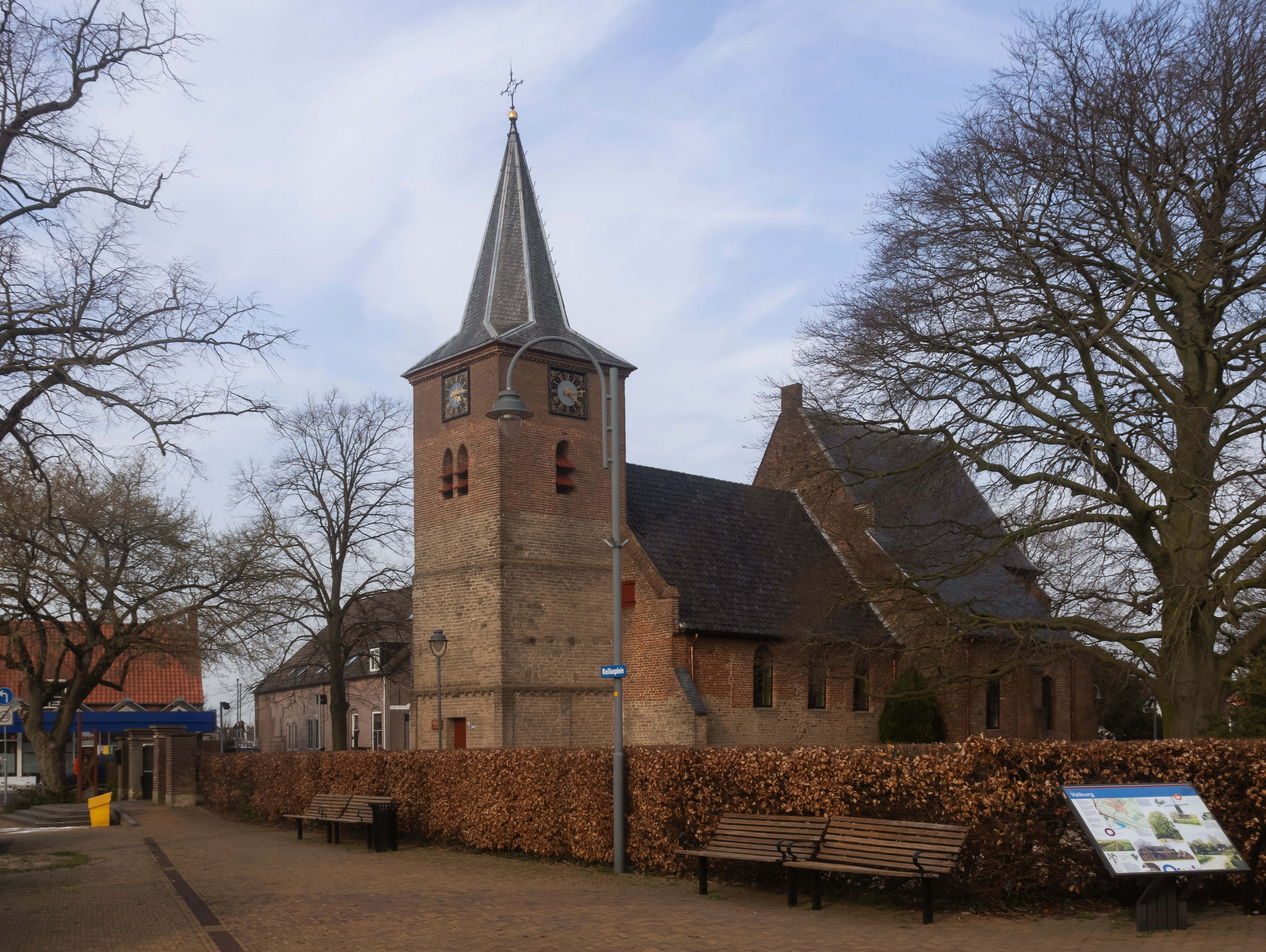
Реформистська церква
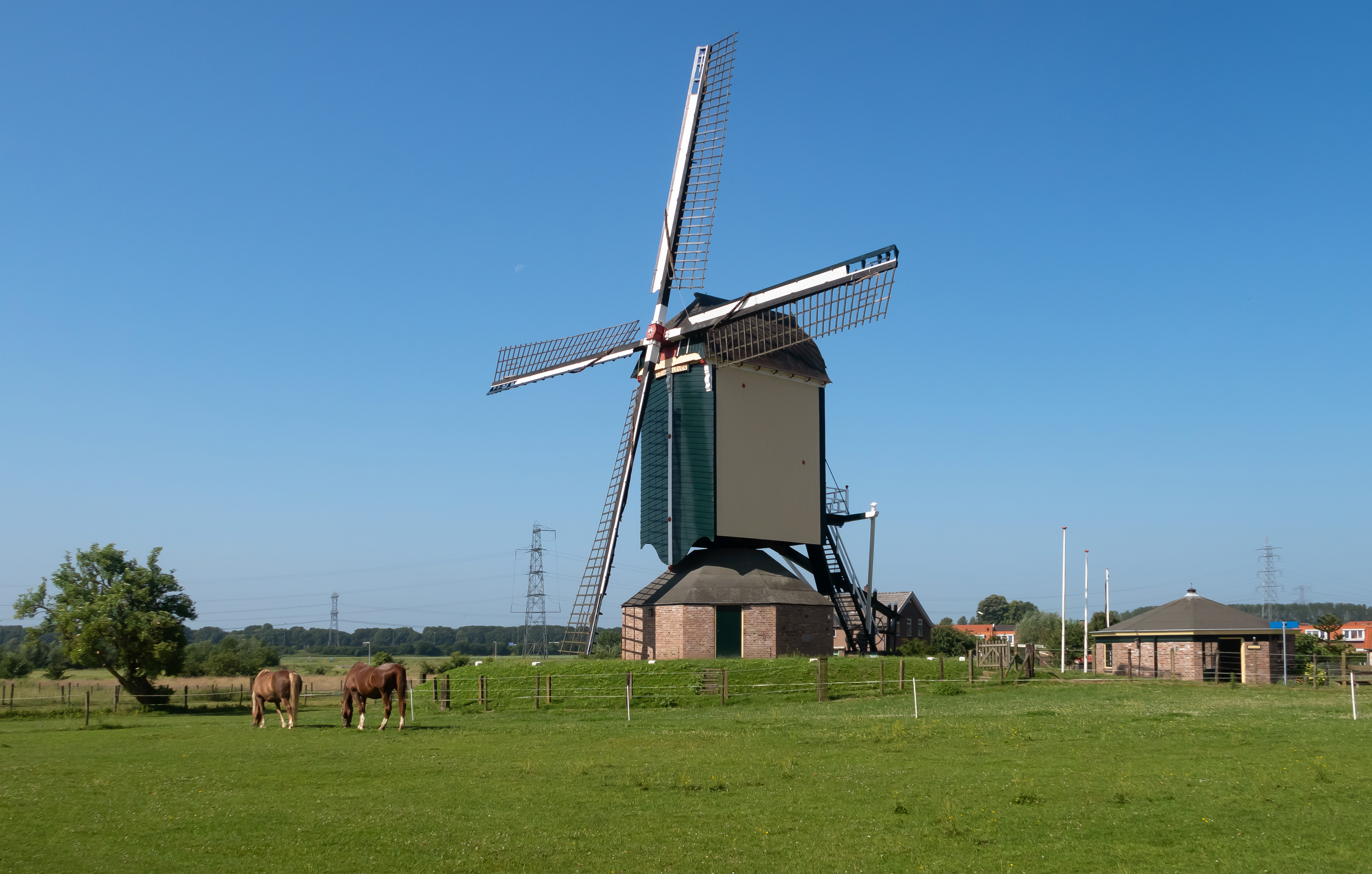
Вітряк
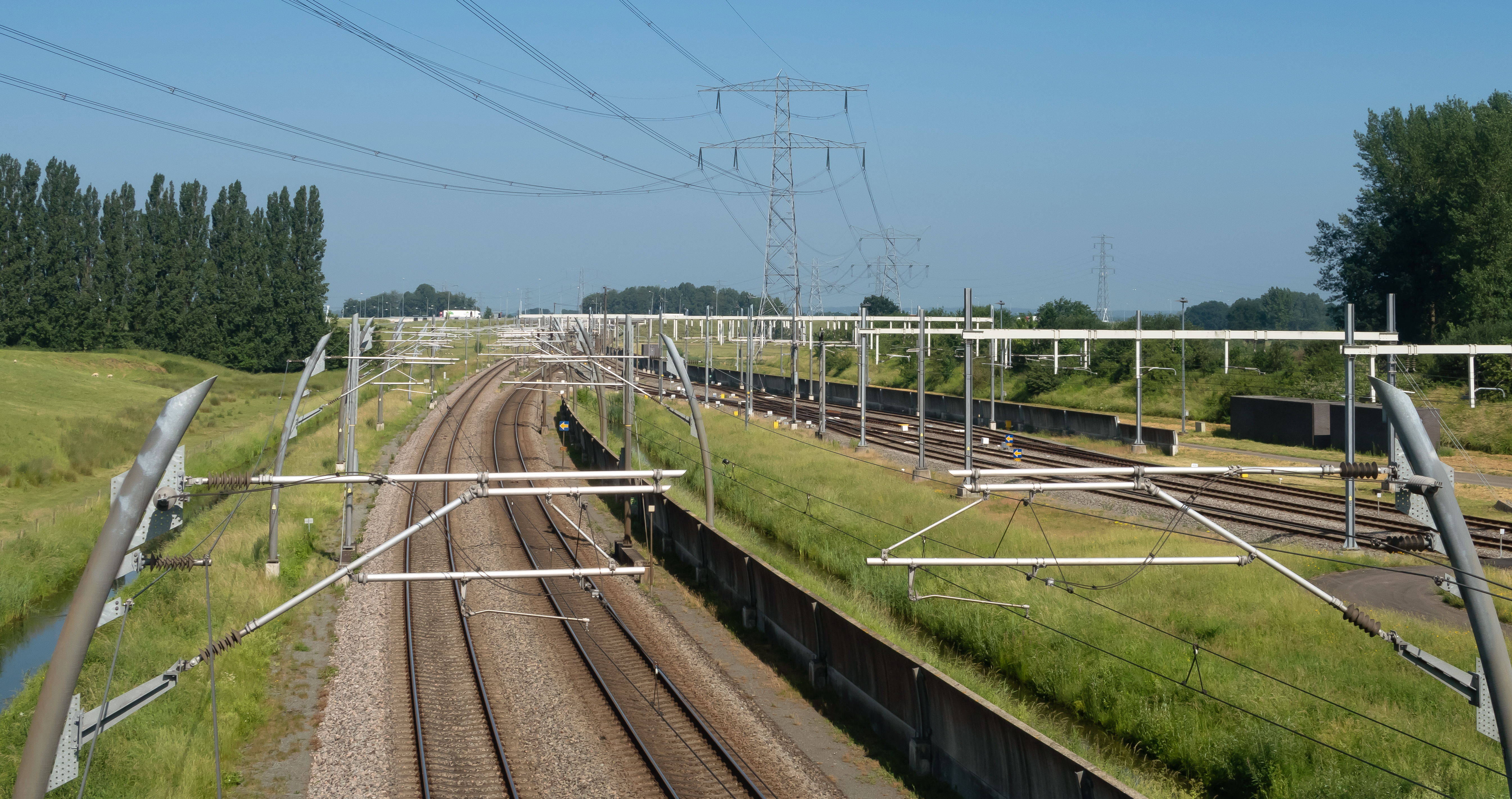
Залізничні колії
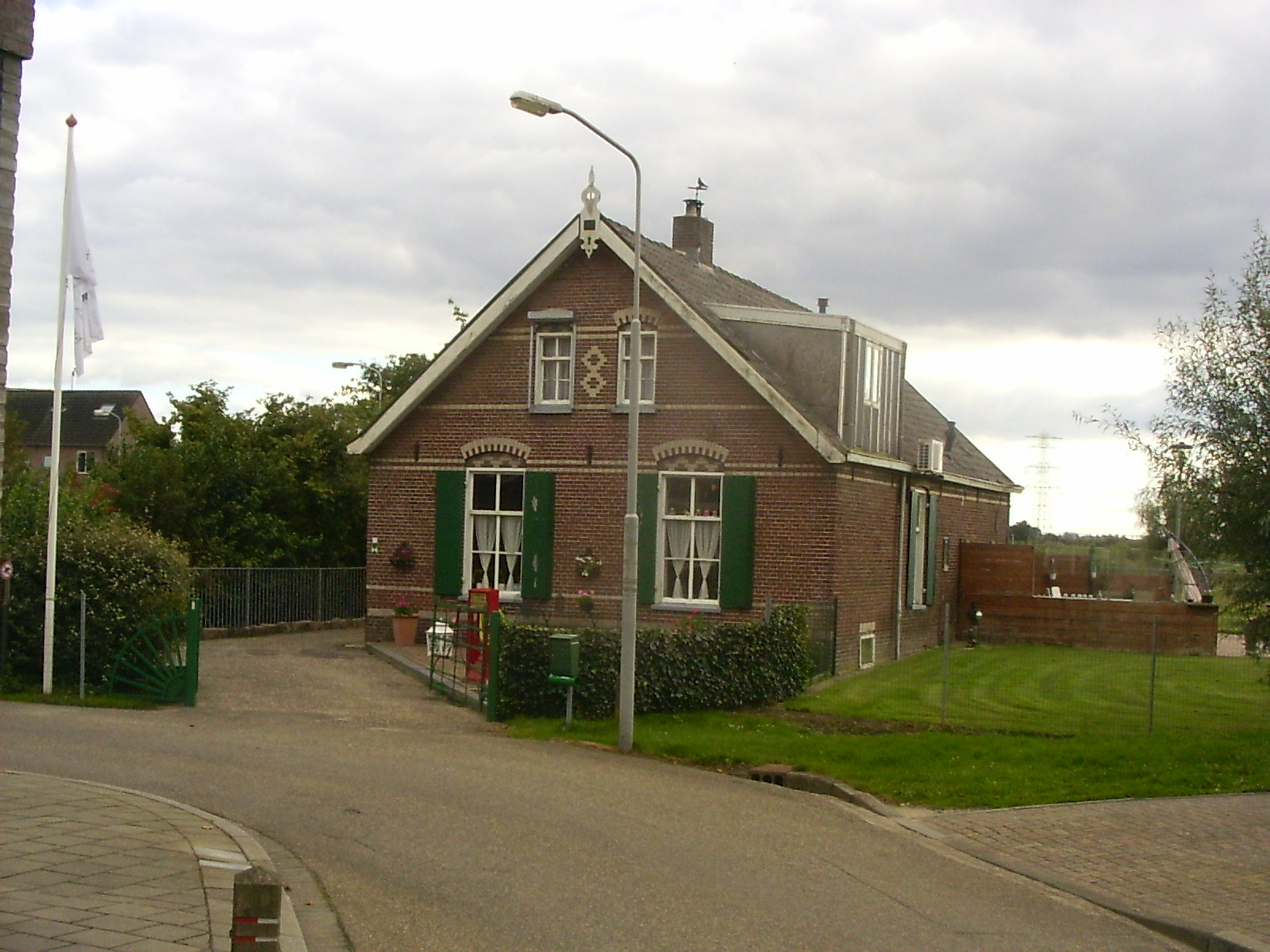
Сільський будинок